# 1712 en arts plastiques
| Années des arts plastiques : 1709 - 1710 - 1711 - 1712 - 1713 - 1714 - 1715    |
| Décennies des arts plastiques : 1680 - 1690 - 1700 - 1710 - 1720 - 1730 - 1740 |

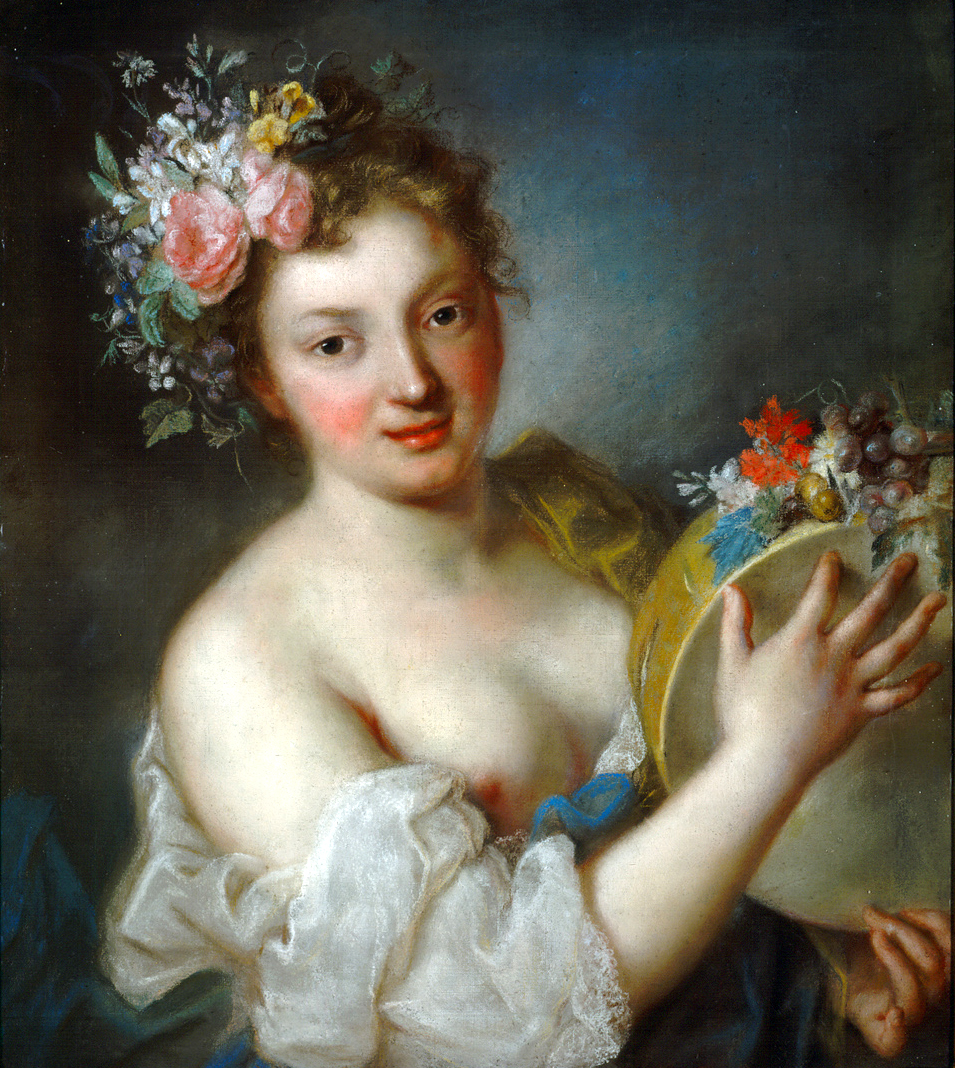
Bacchante au tambourin, toile de Rosalba Carriera.

Cette page concerne l'année 1712 en arts plastiques.

## Naissances
- 17 janvier : Antonio Sarnelli, peintre italien († 1800),
- 5 octobre : Francesco Guardi, peintre italien († 1er janvier 1793),
- 30 octobre : Christian Wilhelm Ernst Dietrich, peintre allemand († 24 avril 1774),
- ? :
  - Giuseppe Angeli, peintre baroque italien († 1798),
  - Choe Buk, peintre coréen († 1760),
  - Stefano Torelli, peintre rococo italien († 1784).

## Décès
- 28 mars : Jan van der Heyden, peintre baroque, dessinateur, graveur, mennonite et inventeur néerlandais (° 5 mars 1637),
- 13 mai :
  - Hendrick Van Blarenberghe, peintre français (° 1er avril 1646),
  - Louis-Abraham van Loo, peintre français (° 1653),
- 30 mai : Andrea Lanzani, peintre baroque italien (° 1641),
- 9 juillet : Gabriel Revel, peintre français (° 10 mai 1643),
- 26 novembre : Pier Dandini, peintre baroque italien de l'école florentine (° 12 avril 1646),
- 27 décembre : Giovanni Antonio de Grott, peintre italien (° 13 juin 1664),
- ? :
  - Andrea Celesti, peintre baroque italien de l'école vénitienne (° 1637),
  - Francesco Monti, peintre italien (° 1646),
  - Michelangelo Palloni, peintre baroque italien (° 29 septembre 1637).